# Pierre de Pelleport
 (février 2019).
Si vous disposez d'ouvrages ou d'articles de référence ou si vous connaissez des sites web de qualité traitant du thème abordé ici, merci de compléter l'article en donnant les références utiles à sa vérifiabilité et en les liant à la section « Notes et références ».
Pierre de Pelleport, né le 26 octobre 1773 à Montréjeau en Haute-Garonne et mort le 15 décembre 1855 à Bordeaux en Gironde, est un général français de l’Empire, pair de France et maire de Bordeaux. 
Grièvement blessé à la bataille d'Eylau en 1807, il sert plus tard dans les armées de la Restauration et est nommé à la Chambre des pairs en 1841. Son fils Charles Jacques Pierre Jean de Pelleport-Burète est maire de Bordeaux de 1874 à 1876.

## Biographie

### Vie familiale
Fils de Baptiste Pelleport, négociant et bourgeois de Montrejeau, et de Rose Germain, Pierre de Pelleport épouse Élisabeth Burète, fille du négociant et raffineur Jacques Burète et de Jeanne Élisabeth Couderc.

### Guerres révolutionnaires
Pelleport s'enrôle comme soldat le 24 juin 1793 dans le 8e bataillon de volontaires de la Haute-Garonne lors de la levée en masse de son département. Il fait dans ce corps les campagnes de l'armée des Pyrénées-Orientales, pendant lesquelles il est promu au grade de sous-lieutenant le 25 décembre 1793. Il passe ensuite à l'armée d'Italie dans la 18e demi-brigade (depuis 18e de ligne), et se bat à Montenotte, à Lodi, à Arcole et Rivoli. Passé à l'armée d'Orient, il reçoit son brevet de capitaine adjudant-major le 20 mars 1799, et il est blessé sous les murs de Saint-Jean-d'Acre le 25 avril suivant.

### Guerres napoléoniennes
Revenu en France, il est de la première promotion de la Légion d'honneur. Pelleport suit la Grande Armée au sein du 1er régiment d'infanterie de ligne en Autriche (1805), en Prusse (1806) et en Pologne (1807). Il gagne à Iéna ses épaulettes de chef de bataillon le 23 novembre 1806, et une riche dotation à Eylau où il a reçu plusieurs blessures. Nommé colonel le 30 mai 1809, à la suite de la bataille d'Essling, il est créé baron de l'Empire le 4 janvier 1810, avec une nouvelle dotation, après celle reçue à Wagram et Znaïm, où il se distingue. On lui remet aussi la croix d'officier de la Légion d'honneur.
En Russie (1812) il combat sous les ordres de Ney et reçoit à Valontino la croix de commandeur de la Légion d'honneur, et dans la même campagne le grade de général de brigade le 12 avril 1813. En 1813, le général Pelleport se montre glorieusement à la Lützen, à Bautzen, à Leipzig. Blessé dans cette bataille, il reçoit la croix de la Couronne de Fer, prend part à la campagne de France et est de nouveau blessé aux Buttes-Chaumont en défendant Paris (1814) le 30 mars.

### Restauration et monarchie de Juillet

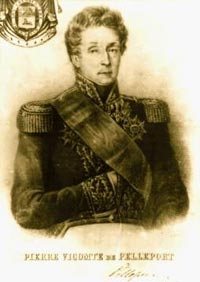
Pierre de Pelleport.

Louis XVIII fait le général Pelleport chevalier de Saint-Louis et commandant d'une brigade de la garnison de Paris. Pendant les Cent-Jours, il passe à l'armée du Midi sous les ordres du général Gilly. Rallié aux Bourbons à la seconde Restauration, il fait partie du conseil supérieur de la guerre en 1818. Pelleport est attaché en 1823 à l'expédition d'Espagne. Il se distingue à l'attaque de Campillo de Arenas le 25 juillet 1823, et est élevé au grade de lieutenant-général le 8 août suivant. Le duc d'Angoulème le crée vicomte et lui remet les croix de grand officier de la Légion d'honneur, de commandeur de Saint-Louis et de l'Ordre de Saint-Ferdinand (4e classe).
Le général Pelleport n'est point employé après les événements de 1830 et est mis en disponibilité. Commandant supérieur de la garde nationale de Bordeaux en 1831, il rentre dans le service actif en 1834. En 1836, il est nommé inspecteur général et commandant supérieur du camp de Saint-Omer puis appelé au commandement des 21e et 11e divisions militaires. Il est placé en 1839 à la tête de la 21e division militaire (Perpignan). Le 25 décembre 1841, le roi le nomme pair de France et l'année suivante maire de Bordeaux, mais il refuse ces dernières fonctions pour une raison d'âge et siège rarement au palais du Luxembourg. Il est conseiller général de la Gironde, conseiller municipal de Bordeaux et président des commissions hospitalières. Placé peu après dans la réserve de l'état-major général, il est admis d'office à la retraite, comme général de division le 30 mai 1848.

## Œuvres
On a de lui : Souvenirs militaires et intimes 1793-1853 (1857). 

## Hommages
- Son nom est inscrit sur la 19e colonne (pilier Est) de l'arc de triomphe de l'Étoile.
- La rue Pelleport à Paris 20e arrondissement porte son nom.
- Il existe également à Bordeaux la rue Pelleport et la caserne Pelleport.
- La station Pelleport de la ligne 3 bis du métro de Paris est nommée en son honneur.
- Le Quartier Pelleport au 1er régiment d'infanterie de Sarrebourg lui rend hommage

## Armoiries
| Figure | Blasonnement |
|        | Armes des Pelleport sous l'Ancien Régime De sable à une hure de sanglier d'or. Armes parlantes (Pelleport / porc / sanglier). |
|        | Armes du baron Pelleport et de l'Empire (4 janvier 1811), commandant de la Légion d'honneur (1812), chevalier de l’Ordre de la Réunion et de l’Ordre de la Couronne de fer (1812), Coupé : au I, parti de sinople à trois bandes d'argent et du quartier des barons militaires de l'Empire ; au II, d'azur à un sphinx d'or contourné et assis sur une terrasse isolée du même., |
|        | Armes du baron Pelleport sous la Restauration (confirmé baron héréditaire par lettres patentes du 26 octobre 1816) D'azur au sphinx contourné d'or, soutenu d'une épée en fasce, du même ; au chef d'or, chargé d'une croix pattée, soutenue d'un croissant, de gueules. |
|        | Armes du 1er vicomte Pelleport sous la Restauration (vicomte héréditaire par lettres patentes du 15 février 1823), Grand officier de la Légion d'honneur (1823), Chevalier (1814), puis Commandeur de l'Ordre royal et militaire de Saint-Louis (1823), Chevalier de 4e classe de l'Ordre de Saint-Ferdinand d'Espagne (1823), D'azur au sphinx contourné d'or, soutenu d'une épée en fasce, du même ; au chef d'or, chargé d'une croix pattée, soutenue d'un croissant, de gueules. |
|        | Armes du 1er vicomte Pelleport sous la monarchie de Juillet (pair de France : 25 décembre 1841) Coupé : au I, parti de gueules à la croix alaisée d'argent et de sinople à une ancre d'argent, posée en bande et à une épée aussi d'argent, montée d'or, posée en barre et en sautoir ; au II, d'or au sphinx de sable. Devise: NON AERE, SED AERE., |